# Panamerikanische Spiele 2015/Synchronschwimmen
Bei den Panamerikanischen Spielen 2015 in der kanadischen Stadt Toronto fanden vom 9. bis 11. Juli 2015 insgesamt zwei Wettbewerbe der Frauen im Synchronschwimmen statt. Austragungsort war das Toronto Pan Am Sports Centre.

## Bilanz

### Medaillenspiegel
| Platz  | Land               | Gold | Silber | Bronze | Gesamt |
| ------ | ------------------ | ---- | ------ | ------ | ------ |
| 1      | Kanada             | 2    | —      | —      | 2      |
| 2      | Mexiko             | —    | 2      | —      | 2      |
| 3      | Vereinigte Staaten | —    | —      | 2      | 2      |
| Gesamt | Gesamt             | 2    | 2      | 2      | 6      |

### Medaillengewinner
| Disziplin  | Gold | Silber | Bronze |
| ---------- | --- | --- | --- |
| Duett      | KanadaKarine Thomas Jacqueline Simoneau | MexikoNuria Diosdado Karem Achach                                                                                               | Vereinigte StaatenMariya Koroleva Alison Williams                                                                                        |
| Mannschaft | KanadaGabriella Brisson Annabelle Frappier Claudia Holzner Lisa Mikelberg Marie-Lou Morin Samantha Nealon Jacqueline Simoneau Karine Thomas | MexikoKarem Achach Karla Arreola Isabel Delgado Nuria Diosdado Evelyn Guajardo Joana Jimenez Samantha Rodríguez Jessica Sobrino | Vereinigte StaatenAnita Alvarez Claire Barton Mary Killman Mariya Koroleva Sandra Ortellado Sarah Rodríguez Karensa Tjoa Alison Williams |